# Férfi gyeplabdatorna az 1992. évi nyári olimpiai játékokon
Az 1992. évi nyári olimpiai játékokon a férfi gyeplabdatornát július 26. és augusztus 6. között rendezték. A tornán 12 nemzet csapata vett részt.

## Lebonyolítás
A 12 résztvevőt 2 darab 6 csapatos csoportba sorsolták. Körmérkőzések döntötték el a csoportok végeredményét. A csoportból az első két helyezett jutott tovább az elődöntőbe, ahonnan egyenes kieséses rendszerben folytatódott a torna. A csoportok harmadik és negyedik helyezettjei az 5–8. helyért, az ötödik és hatodikok pedig a 9–12. helyért játszhattak.

## Csoportkör
| Színmagyarázat                                                             |
| -------------------------------------------------------------------------- |
| A csoportok első két helyezettje bejutott a elődöntőbe.                    |
| A csoportok harmadik és negyedik helyezettjei az 5–8. helyért játszhattak. |
| A csoportok ötödik és hatodik helyezettjei a 9–12. helyért játszhattak.    |

### A csoport
| Csapat               | M | Gy | D | V | G+ | G– | Gk  | P |
| -------------------- | - | -- | - | - | -- | -- | --- | - |
| Ausztrália (AUS)     | 5 | 4  | 1 | 0 | 20 | 2  | +18 | 9 |
| Németország (GER)    | 5 | 4  | 1 | 0 | 16 | 4  | +12 | 9 |
| Nagy-Britannia (GBR) | 5 | 3  | 0 | 2 | 7  | 10 | –3  | 6 |
| India (IND)          | 5 | 2  | 0 | 3 | 4  | 8  | –4  | 4 |
| Argentína (ARG)      | 5 | 1  | 0 | 4 | 3  | 12 | –9  | 2 |
| Egyiptom (EGY)       | 5 | 0  | 0 | 5 | 4  | 18 | –14 | 0 |

| 1992. július 26. 9:45 | Ausztrália (AUS)                  | 7–0   | Argentína (ARG) | Játékvezetők: Jose Gortazar (ESP) Guillaume Langle (FRA) |
| 1992. július 26. 9:45 | Wansbrough 3 Davies 2 Lewis Stacy | (3–0) |                 | Játékvezetők: Jose Gortazar (ESP) Guillaume Langle (FRA) |

| 1992. július 26. 16:00 | India (IND) | 0–3   | Németország (GER)       | Játékvezetők: Alan Waterman (CAN) Santiago Valera (ESP) |
| 1992. július 26. 16:00 |             | (0–1) | Fischer Blunck S. Tewes | Játékvezetők: Alan Waterman (CAN) Santiago Valera (ESP) |

| 1992. július 26. 17:30 | Nagy-Britannia (GBR) | 2–0   | Egyiptom (EGY) | Játékvezetők: Mohamed Iqbal Bali (PAK) Adriano De Vecchi (ITA) |
| 1992. július 26. 17:30 | Hill 2               | (1–0) |                | Játékvezetők: Mohamed Iqbal Bali (PAK) Adriano De Vecchi (ITA) |

| 1992. július 28. 9:45 | India (IND) | 1–0   | Argentína (ARG) | Játékvezetők: Nyikolaj Sztyepanov (RUS) Santiago Valera (ESP) |
| 1992. július 28. 9:45 | P. Szingh   | (1–0) |                 | Játékvezetők: Nyikolaj Sztyepanov (RUS) Santiago Valera (ESP) |

| 1992. július 28. 16:00 | Ausztrália (AUS)                   | 5–1   | Egyiptom (EGY)    | Játékvezetők: Peter Von Reth (NED) Santiago Valera (ESP) |
| 1992. július 28. 16:00 | Bodimeade 2 Birmingham Lewis Stacy | (2–1) | M. Ahmed Abdullah | Játékvezetők: Peter Von Reth (NED) Santiago Valera (ESP) |

| 1992. július 28. 20:00 | Németország (GER) | 2–0   | Nagy-Britannia (GBR) | Játékvezetők: Patrick van Beneden (BEL) Alain Michel Renaud (FRA) |
| 1992. július 28. 20:00 | Fischer Hilgers   | (2–0) |                      | Játékvezetők: Patrick van Beneden (BEL) Alain Michel Renaud (FRA) |

| 1992. július 30. 10:15 | Nagy-Britannia (GBR) | 3–1   | India (IND) | Játékvezetők: Peter Von Reth (NED) Jose Gortazar (ESP) |
| 1992. július 30. 10:15 | Hill Thompson Kerly  | (1–0) | Szebasztián | Játékvezetők: Peter Von Reth (NED) Jose Gortazar (ESP) |

| 1992. július 30. 16:00 | Egyiptom (EGY) | 0–1   | Argentína (ARG) | Játékvezetők: Nyikolaj Sztyepanov (RUS) Mohamed Iqbal Bali (PAK) |
| 1992. július 30. 16:00 |                | (0–0) | Ferrara         | Játékvezetők: Nyikolaj Sztyepanov (RUS) Mohamed Iqbal Bali (PAK) |

| 1992. július 30. 18:00 | Ausztrália (AUS) | 1–1   | Németország (GER) | Játékvezetők: Sana Kyoshi (JPN) Santiago Valera (ESP) |
| 1992. július 30. 18:00 | Davies           | (1–0) | Fischer           | Játékvezetők: Sana Kyoshi (JPN) Santiago Valera (ESP) |

| 1992. augusztus 1. 9:45 | Németország (GER)                 | 8–2   | Egyiptom (EGY)    | Játékvezetők: Guillaume Langle (FRA) Alan Waterman (CAN) |
| 1992. augusztus 1. 9:45 | Becker 4 Fischer 2 Blunck Hilgers | (4–1) | G.Ahmed Abdulla 2 | Játékvezetők: Guillaume Langle (FRA) Alan Waterman (CAN) |

| 1992. augusztus 1. 18:00 | Argentína (ARG) | 1–2   | Nagy-Britannia (GBR) | Játékvezetők: Patrick van Beneden (BEL) Peter Von Reth (NED) |
| 1992. augusztus 1. 18:00 | Sordelli        | (0–1) | Hill 2               | Játékvezetők: Patrick van Beneden (BEL) Peter Von Reth (NED) |

| 1992. augusztus 1. 20:00 | Ausztrália (AUS) | 1–0   | India (IND) | Játékvezetők: Jose Gortazar (ESP) Adriano De Vecchi (ITA) |
| 1992. augusztus 1. 20:00 | Stacy            | (1–0) |             | Játékvezetők: Jose Gortazar (ESP) Adriano De Vecchi (ITA) |

| 1992. augusztus 3. 10:15 | Nagy-Britannia (GBR) | 0–6   | Ausztrália (AUS)              | Játékvezetők: Alain Michel Renaud (FRA) Sana Kyoshi (JPN) |
| 1992. augusztus 3. 10:15 |                      | (0–2) | Birmingham 2 Davies 2 Stacy 2 | Játékvezetők: Alain Michel Renaud (FRA) Sana Kyoshi (JPN) |

| 1992. augusztus 3. 17:30 | India (IND)           | 2–1   | Egyiptom (EGY)   | Játékvezetők: Mohamed Iqbal Bali (PAK) Guillaume Langle (FRA) |
| 1992. augusztus 3. 17:30 | Nandanúri Dzs. Szingh | (2–0) | G. Fawzi Mohamed | Játékvezetők: Mohamed Iqbal Bali (PAK) Guillaume Langle (FRA) |

| 1992. augusztus 3. 18:00 | Németország (GER) | 2–1   | Argentína (ARG) | Játékvezetők: Jose Gortazar (ESP) Peter Von Reth (NED) |
| 1992. augusztus 3. 18:00 | Fischer Hilgers   | (0–0) | Ferrara         | Játékvezetők: Jose Gortazar (ESP) Peter Von Reth (NED) |

### B csoport
| Csapat                  | M | Gy | D | V | G+ | G– | Gk  | P  |
| ----------------------- | - | -- | - | - | -- | -- | --- | -- |
| Pakisztán (PAK)         | 5 | 5  | 0 | 0 | 20 | 6  | +14 | 10 |
| Hollandia (NED)         | 5 | 4  | 0 | 1 | 20 | 10 | +10 | 8  |
| Spanyolország (ESP)     | 5 | 3  | 0 | 2 | 15 | 11 | +4  | 6  |
| Új-Zéland (NZL)         | 5 | 1  | 0 | 4 | 7  | 12 | –5  | 2  |
| Egyesített Csapat (EUN) | 5 | 1  | 0 | 4 | 12 | 20 | –8  | 2  |
| Malajzia (MAS)          | 5 | 1  | 0 | 4 | 9  | 24 | –15 | 2  |

| 1992. július 26. 10:15 | Spanyolország (ESP)            | 3–0   | Új-Zéland (NZL) | Játékvezetők: Alain Michel Renaud (FRA) Dennis Graham (GBR) |
| 1992. július 26. 10:15 | I. Escudé P. Jufresa X. Escudé | (2–0) |                 | Játékvezetők: Alain Michel Renaud (FRA) Dennis Graham (GBR) |

| 1992. július 26. 18:00 | Pakisztán (PAK)      | 4–1   | Malajzia (MAS) | Játékvezetők: Heinz Wolter (GER) Patrick van Beneden (BEL) |
| 1992. július 26. 18:00 | Bajwa 2 Bashir Zaman | (3–1) | Nasir-ud-Din   | Játékvezetők: Heinz Wolter (GER) Patrick van Beneden (BEL) |

| 1992. július 26. 20:00 | Hollandia (NED)        | 5–2   | Egyesített Csapat (EUN) | Játékvezetők: Eduardo Ruiz (ARG) Christopher Todd (GBR) |
| 1992. július 26. 20:00 | Bovelander 4 Weterings | (2–0) | Gyeputatov Safonov      | Játékvezetők: Eduardo Ruiz (ARG) Christopher Todd (GBR) |

| 1992. július 28. 10:15 | Egyesített Csapat (EUN)                       | 7–3   | Malajzia (MAS)                  | Játékvezetők: Sana Kyoshi (JPN) Graham Nash (GBR) |
| 1992. július 28. 10:15 | Yulchiyev 2 Plesakov 2 Seksenbayev 2 Nechayev | (2–3) | Chiow Chuan Nasir-ud-Din Nawawi | Játékvezetők: Sana Kyoshi (JPN) Graham Nash (GBR) |

| 1992. július 28. 17:30 | Pakisztán (PAK) | 1–0   | Új-Zéland (NZL) | Játékvezetők: Claude Seidler (GER) Eduardo Ruiz (ARG) |
| 1992. július 28. 17:30 | Zaman           | (0–0) |                 | Játékvezetők: Claude Seidler (GER) Eduardo Ruiz (ARG) |

| 1992. július 28. 18:00 | Spanyolország (ESP) | 2–3   | Hollandia (NED) | Játékvezetők: Raymond Prior (AUS) T. S. Bhullar (IND) |
| 1992. július 28. 18:00 | Iglesias Usoz       | (1–1) | Bovelander 3    | Játékvezetők: Raymond Prior (AUS) T. S. Bhullar (IND) |

| 1992. július 30. 9:45 | Pakisztán (PAK)                    | 6–2   | Egyesített Csapat (EUN) | Játékvezetők: Alan Waterman (CAN) T. S. Bhullar (IND) |
| 1992. július 30. 9:45 | Bashir 2 Ibrahim 2 S.Ahmed Hussain | (2–2) | Yulchiyev 2             | Játékvezetők: Alan Waterman (CAN) T. S. Bhullar (IND) |

| 1992. július 30. 17:30 | Hollandia (NED)                      | 4–3   | Új-Zéland (NZL)           | Játékvezetők: Raymond Prior (AUS) Claude Seidler (GER) |
| 1992. július 30. 17:30 | Delissen Weterings Bovelander Honert | (1–2) | McLeod Radovonich G. Russ | Játékvezetők: Raymond Prior (AUS) Claude Seidler (GER) |

| 1992. július 30. 20:00 | Spanyolország (ESP)          | 5–2   | Malajzia (MAS) | Játékvezetők: Heinz Wolter (GER) Christopher Todd (GBR) |
| 1992. július 30. 20:00 | Iglesias 3 I.Escudé X.Escudé | (2–2) | Abdul Hadj 2   | Játékvezetők: Heinz Wolter (GER) Christopher Todd (GBR) |

| 1992. augusztus 1. 10:15 | Hollandia (NED) | 2–3   | Pakisztán (PAK) | Játékvezetők: Alain Michel Renaud (FRA) Heinz Wolter (GER) |
| 1992. augusztus 1. 10:15 | Veen Bovelander | (1–1) | Bashir 2 Zaman  | Játékvezetők: Alain Michel Renaud (FRA) Heinz Wolter (GER) |

| 1992. augusztus 1. 16:00 | Új-Zéland (NZL) | 2–3   | Malajzia (MAS)  | Játékvezetők: Sana Kyoshi (JPN) Christopher Todd (GBR) |
| 1992. augusztus 1. 16:00 | McLeod C. Russ  | (1–2) | Kyndan 2 Nawawi | Játékvezetők: Sana Kyoshi (JPN) Christopher Todd (GBR) |

| 1992. augusztus 1. 17:30 | Spanyolország (ESP) | 4–0   | Egyesített Csapat (EUN) | Játékvezetők: Claude Seidler (GER) Eduardo Ruiz (ARG) |
| 1992. augusztus 1. 17:30 | I.Escudé 3 X.Escudé | (1–0) |                         | Játékvezetők: Claude Seidler (GER) Eduardo Ruiz (ARG) |

| 1992. augusztus 3. 9:45 | Hollandia (NED)     | 6–0   | Malajzia (MAS) | Játékvezetők: Claude Seidler (GER) Graham Nash (GBR) |
| 1992. augusztus 3. 9:45 | Delissen 3 Honert 3 | (3–0) |                | Játékvezetők: Claude Seidler (GER) Graham Nash (GBR) |

| 1992. augusztus 3. 16:00 | Egyesített Csapat (EUN) | 1–2   | Új-Zéland (NZL)    | Játékvezetők: Adriano De Vecchi (ITA) T. S. Bhullar (IND) |
| 1992. augusztus 3. 16:00 | Seksenbayev             | (0–0) | Radovonich G. Russ | Játékvezetők: Adriano De Vecchi (ITA) T. S. Bhullar (IND) |

| 1992. augusztus 3. 20:00 | Spanyolország (ESP) | 1–6   | Pakisztán (PAK)        | Játékvezetők: Christopher Todd (GBR) Raymond Prior (AUS) |
| 1992. augusztus 3. 20:00 | Iglesias            | (0–1) | Zaman 3 Feroz 2 Shabaz | Játékvezetők: Christopher Todd (GBR) Raymond Prior (AUS) |

## Egyenes kieséses szakasz

### A 9–12. helyért
| 1992. augusztus 5. 9:15 | Argentína (ARG)  | 4–6 (h. u.) | Malajzia (MAS)                   | Játékvezetők: T. S. Bhullar (IND) Claude Seidler (GER) |
| 1992. augusztus 5. 9:15 | Ferrara 3 Allona | (0–0, 3–3)  | Nawawi 3 Chiow Chuan 2 Jaya Siva | Játékvezetők: T. S. Bhullar (IND) Claude Seidler (GER) |

| 1992. augusztus 5. 9:45 | Egyesített Csapat (EUN)   | 4–2   | Egyiptom (EGY)      | Játékvezetők: Christopher Todd (GBR) Adriano De Vecchi (ITA) |
| 1992. augusztus 5. 9:45 | Yulchiyev 2 Seksenbayev 2 | (2–2) | M. Ahmed Abdullah 2 | Játékvezetők: Christopher Todd (GBR) Adriano De Vecchi (ITA) |

### Az 5–8. helyért
| 1992. augusztus 5. 17:30 | Spanyolország (ESP) | 2–0   | India (IND) | Játékvezetők: Graham Nash (GBR) Alan Waterman (CAN) |
| 1992. augusztus 5. 17:30 | Iglesias Freixa     | (0–0) |             | Játékvezetők: Graham Nash (GBR) Alan Waterman (CAN) |

| 1992. augusztus 5. 20:00 | Nagy-Britannia (GBR)  | 3–2   | Új-Zéland (NZL) | Játékvezetők: Heinz Wolter (GER) Raymond Prior (AUS) |
| 1992. augusztus 5. 20:00 | Potter Hill Batchelor | (2–2) | McLeod C. Russ  | Játékvezetők: Heinz Wolter (GER) Raymond Prior (AUS) |

### Elődöntők
| 1992. augusztus 5. 16:30 | Pakisztán (PAK) | 1–2 (h. u.) | Németország (GER) | Játékvezetők: Alain Michel Renaud (FRA) Eduardo Ruiz (ARG) |
| 1992. augusztus 5. 16:30 | Bashir          | (1–0, 0–1)  | Fischer 2         | Játékvezetők: Alain Michel Renaud (FRA) Eduardo Ruiz (ARG) |

| 1992. augusztus 5. 19:00 | Ausztrália (AUS)     | 3–2   | Hollandia (NED) | Játékvezetők: Santiago Valera (ESP) Patrick van Beneden (BEL) |
| 1992. augusztus 5. 19:00 | Bodimeade Lewis Wark | (2–1) | Bovelander 2    | Játékvezetők: Santiago Valera (ESP) Patrick van Beneden (BEL) |

### A 11. helyért
| 1992. augusztus 7. 9:30 | Argentína (ARG)   | 7–3   | Egyiptom (EGY)                     | Játékvezetők: Heinz Wolter (GER) Raymond Prior (AUS) |
| 1992. augusztus 7. 9:30 | Ferrara 6 Geneyro | (5–2) | M. Ahmed Abdullah 2 G. Abdel Ghani | Játékvezetők: Heinz Wolter (GER) Raymond Prior (AUS) |

### A 9. helyért
| 1992. augusztus 7. 17:00 | Malajzia (MAS)               | 4–3   | Egyesített Csapat (EUN) | Játékvezetők: Jose Gortazar (ESP) Guillaume Langle (FRA) |
| 1992. augusztus 7. 17:00 | Nawawi 2 Nasir-ud-Din Mayavo | (2–2) | Seksenbayev 2 Yulchiyev | Játékvezetők: Jose Gortazar (ESP) Guillaume Langle (FRA) |

### A 7. helyért
| 1992. augusztus 6. 17:30 | Új-Zéland (NZL)    | 2–3   | India (IND)           | Játékvezetők: Nyikolaj Sztyepanov (RUS) Peter Von Reth (NED) |
| 1992. augusztus 6. 17:30 | Radovonich C. Russ | (1–2) | Nandanúri 2 P. Szingh | Játékvezetők: Nyikolaj Sztyepanov (RUS) Peter Von Reth (NED) |

### Az 5. helyért
| 1992. augusztus 6. 20:30 | Nagy-Britannia (GBR) | 1–2   | Spanyolország (ESP) | Játékvezetők: Kyoshi Sana (JPN) Alan Waterman (CAN) |
| 1992. augusztus 6. 20:30 | Thompson             | (0–0) | X.Escudé 2          | Játékvezetők: Kyoshi Sana (JPN) Alan Waterman (CAN) |

### Bronzmérkőzés
| 1992. augusztus 8. 17:00 | Hollandia (NED)         | 3–4   | Pakisztán (PAK)          | Játékvezetők: Patrick van Beneden (BEL) Dennis Graham (GBR) |
| 1992. augusztus 8. 17:00 | Delissen Weterings Veen | (2–0) | Bashir 2 Ibrahim Shahbaz | Játékvezetők: Patrick van Beneden (BEL) Dennis Graham (GBR) |

### Döntő
| 1992. augusztus 8. 19:30 | Ausztrália (AUS) | 1–2   | Németország (GER) | Játékvezetők: Eduardo Ruiz (ARG) Santiago Valera (ESP) |
| 1992. augusztus 8. 19:30 | Corbitt          | (0–1) | Hilgers 2         | Játékvezetők: Eduardo Ruiz (ARG) Santiago Valera (ESP) |

| Az 1992. évi nyári olimpiai játékok férfi gyeplabdatornájának olimpiai bajnoka |
| · NÉMETORSZÁG · 2. cím                                                         |
| ------------------------------------------------------------------------------ |

## Végeredmény
| Helyezés | Csapat                  | M | Gy | D | V | G+ | G– | Gk  | P  |
| -------- | ----------------------- | - | -- | - | - | -- | -- | --- | -- |
| Arany    | Németország (GER)       | 7 | 6  | 1 | 0 | 20 | 6  | +14 | 13 |
| Ezüst    | Ausztrália (AUS)        | 7 | 5  | 1 | 1 | 24 | 6  | +18 | 11 |
| Bronz    | Pakisztán (PAK)         | 7 | 6  | 0 | 1 | 25 | 11 | +14 | 12 |
| 4.       | Hollandia (NED)         | 7 | 4  | 0 | 3 | 25 | 17 | +8  | 8  |
|          |                         |   |    |   |   |    |    |     |    |
| 5.       | Spanyolország (ESP)     | 7 | 5  | 0 | 2 | 19 | 12 | +7  | 10 |
| 6.       | Nagy-Britannia (GBR)    | 7 | 4  | 0 | 3 | 11 | 14 | –3  | 8  |
| 7.       | India (IND)             | 7 | 3  | 0 | 4 | 7  | 12 | –5  | 6  |
| 8.       | Új-Zéland (NZL)         | 7 | 1  | 0 | 6 | 11 | 18 | –7  | 2  |
|          |                         |   |    |   |   |    |    |     |    |
| 9.       | Malajzia (MAS)          | 7 | 3  | 0 | 4 | 19 | 31 | –12 | 6  |
| 10.      | Egyesített Csapat (EUN) | 7 | 2  | 0 | 5 | 19 | 26 | –7  | 4  |
| 11.      | Argentína (ARG)         | 7 | 2  | 0 | 5 | 14 | 21 | –7  | 4  |
| 12.      | Egyiptom (EGY)          | 7 | 0  | 0 | 7 | 9  | 29 | –20 | 0  |